# Modibo Keïta (1915)
Modibo Keïta (Bamako, 4 juni 1915 - aldaar, 16 mei 1977), was de eerste president van Mali (1960-1968) en de premier van de Mali-federatie. Hij was aanhanger van een vorm van Afrikaans socialisme.

## Jeugd en opleiding
Keïta werd geboren in een familie van praktiserende moslims. Keïta bezocht scholen in Bamako in Mali en in het Senegalese Dakar. Hij viel op door zijn intelligentie. Na een opleiding tot leerkracht werkte hij als leraar in Bamako, Sikasso en Timboektoe.
Naast zijn werk als leraar was hij omstreeks 1937 ook actief als coördinator van een theatergezelschap.
Modibo Keïta richtte samen met Ouezzin Coulibaly de Unie van Frans-West-Afrikaanse Leerkrachten op, een vakbond voor leerkrachten.

## Politicus
Na de Tweede Wereldoorlog, in 1946, begaf Keïta zich in de politiek. Hij streefde het panafrikaanse ideaal van een verenigd Afrika na. In 1947 werd hij secretaris-generaal van de Union Soudanaise (US), een afdeling van de West-Afrikaanse Rassemblement Démocratique Africain (RDA). Voorzitter van de RDA was de Ivoriaanse staatsman Félix Houphouët-Boigny. De RDA en haar afdelingen in West-Afrika streefden naar een Verenigde West-Afrikaanse Republiek.
Keïta werd in 1956 burgemeester van Bamako en lid van de Nationale Vergadering in Parijs, hij werd tevens staatssecretaris voor de Overzeese Gebiedsdelen in het Franse kabinet-Maurice Bourgès-Maunoury. In 1957 werd Keïta staatssecretaris bij het minister-presidium onder premier Félix Gaillard.

## Mali-federatie
Op 4 april 1959 werd Keïta premier van de (autonome) Mali-federatie, een federatie van Frans-Soedan (nu Mali), Senegal, Opper-Volta (nu Burkina Faso) en Dahomey (nu Benin). Een dag later werd hij tevens premier van Frans-Soedan.
Na enige tijd traden Opper-Volta en Dahomey uit de federatie. Op 20 juni 1960 werd de Mali-federatie een onafhankelijke republiek. Op 20 augustus 1960 trad Senegal uit onvrede over Keïta's beleid uit de federatie. Deze onvrede was ontstaan over de te voeren buitenlandse politiek. President Léopold Senghor streefde naar nauwe betrekkingen met Frankrijk, terwijl president Modibo Keïta naar nauwe betrekkingen met Oostbloklanden en andere socialistische staten streefde.
Nu alleen het voormalige Frans-Soedan nog deel uitmaakte van de Mali-federatie, verklaarde Keïta de federatie formeel tot ontbonden en op 22 september 1960 riep hij de republiek Mali uit.

## President van Mali
Als socialist streefde Keïta naar een socialistische planeconomie. In oktober 1960 richtte hij de SOMIEX (Malinese Import en Export Maatschappij) op. De SOMIEX had een monopolie op de export van alle Malinese producten, zoals suiker, thee en melkpoeder.
Keïta liet grote landhervormingen uitvoeren om de macht van de landheren te breken.
In 1962 herstelde Keïta de betrekkingen met Frankrijk, die in 1960 na het uiteenvallen van de Mali-federatie, waren verbroken. In 1962 bezocht Keïta diverse communistische staten, zoals de Sovjet-Unie en Tsjechoslowakije, maar hij bezocht ook West-Duitsland, met welk land hij een lening afsloot.
Op 12 april 1962 werden er voor het eerst sinds de onafhankelijkheid verkiezingen gehouden. De enige toegestane partij, de Union Soedanaise-Rassemblement Démocratique Africain (US-RDA) veroverde alle zetels in het parlement. Keïta werd tot president herkozen en verwierf tevens de ministersposten Defensie, Veiligheid en Buitenlandse Zaken.
Naarmate de macht van Keïta groeide, begon de president dictatoriaal gedrag te vertonen. Hij liet tegenstanders van zijn regime gevangenzetten, zoals Fily Dabo Sissoko. In 1967 startte Keïta een revolutionaire campagne. Er werd een Comité voor de Verdediging van de Revolutie opgericht. Er werd ook een Volksmilitie opgericht. Deze militie terroriseerde de bevolking en de devaluatie van de Malinese franc leidde tot veel onrust en ongenoegen.
Op 19 november 1968 pleegde generaal-majoor Moussa Traoré een militaire staatsgreep en bracht het regime van Keïta ten val. Keïta werd tot een gevangenisstraf veroordeeld en stierf op 16 mei 1977 in een cel. Onder president Alpha Oumar Konaré werd Keïta in 1992 gerehabiliteerd. Op 6 juni 1999 werd er in Bamako een standbeeld van Keïta onthuld.
Modibo Keïta streefde zijn hele leven lang naar een verenigd Afrika. In 1963 zette hij zijn naam onder het oprichtingsmanifest van de Organisatie van Afrikaanse Eenheid (OAU).
- Bibliothèque nationale de France: cb12067015d (data)
- Gemeinsame Normdatei: 118984578
- International Standard Name Identifier: 0000 0001 1057 0566
- Library of Congress Control Number: no2012031462
- Nederlandse Thesaurus van Auteursnamen: 08941182X
- Système universitaire de documentation: 028937856
- Virtual International Authority File: 39399611
- WorldCat: E39PBJj8WBwhHwvHk48DRbBVmd